# Drycothaea indistincta
Drycothaea indistincta är en skalbaggsart som beskrevs av Steven W. Lingafelter och Eugenio H.Nearns 2007. Drycothaea indistincta ingår i släktet Drycothaea och familjen långhorningar. Inga underarter finns listade i Catalogue of Life.